# Advena campbelli
Advena campbelli е изчезнал вид сухоземно коремоного от семейство Helicarionidae.

## Разпространение
Видът е ендемичен за остров Норфолк. Той е включен в списъка на Международния съюз за опазване на природата като изчезнал от 1996 г. Въпреки това, австралийското правителство изброи видовете като критично застрашени и през 2009 г. заяви, че статутът на IUCN на вида е „неправилен и изисква актуализиране“. През 2020 г. е открита малка жизнена популация. A small living population was found in 2020.